# Geografia de São Carlos (São Paulo)

São Carlos é um município localizado próximo ao centro geométrico do estado de São Paulo, Brasil. Apresenta clima ameno, com temperatura média anual de 19,6 °C, e altitudes que variam entre 800 e 1.000 metros. O município possui diversas cachoeiras, formações geológicas e paisagens que impulsionam o turismo regional.
A vegetação original predominante era o cerrado, especialmente em terrenos arenosos do planalto. Em áreas de solo fértil, havia remanescentes da Mata Atlântica. Ainda existem fragmentos preservados de cerrado e mata nativa, incluindo exemplares de araucária, considerada a árvore-símbolo da cidade.

## Geografia
Localizado próximo ao centro geográfico (Obelisco). Há 70km á Leste (Região Centro-Leste) do estado de São Paulo, São Carlos situa-se em uma região relativamente desenvolvida e procurada para aplicação de capitais e com capacidade de absorção de investimentos, também beneficiada por diversas rodovias, ferrovias a hidrovias com fácil acesso aos principais portos e países do Mercosul.
O município, juntamente com Araraquara e outras 24 cidades, integra a Região Administrativa Central do estado, compreendendo uma população de cerca de um milhão de habitantes.

### Localização
- Rumo: 37º NW
- Latitude: 22° 01' Sul
- Longitude: 47° 54' Oeste

### Área
- Urbana - 33,25 km² - ocupada
- Urbana - 67,25 km² - 6% da área total
- Rural - 1.073,75 km²
- Total - 1.141 km²

### Altitude
- Máxima - 1.112 metros
- Média - 856 metros
- Mínima - 520 metros

### Clima
O clima é tropical de altitude com inverno seco (Köppen: Aw), com temperatura média mínima de 15,3° e máxima de 27,0°.
Segundo dados do Instituto Nacional de Meteorologia (INMET), desde 1961 a menor temperatura registrada em São Carlos (estação convencional) foi de −1 °C em 17 de julho de 2000, seguido por −0,1 °C em 18 de julho de 1975, e a maior atingiu 37,9 °C em 18 de outubro de 2014. O maior acumulado de precipitação em 24 horas foi de 143,1 mm em 13 de fevereiro de 1980. Outros grandes acumulados foram 127,9 mm em 23 de fevereiro de 1965, 118,9 mm em 3 de fevereiro de 1996, 118 mm em 13 de janeiro de 2013, 113,4 mm em 16 de dezembro de 2002, 112,7 mm em 26 de fevereiro de 2004, 102,9 mm em 24 de fevereiro de 1993 e 100 mm em 12 de janeiro de 2011. O menor índice de umidade relativa do ar foi de 14%, registrado em agosto de 2003, nos dias 20 e 22 do referido mês.
| Dados climatológicos para São Carlos | Dados climatológicos para São Carlos | Dados climatológicos para São Carlos | Dados climatológicos para São Carlos | Dados climatológicos para São Carlos | Dados climatológicos para São Carlos | Dados climatológicos para São Carlos | Dados climatológicos para São Carlos | Dados climatológicos para São Carlos | Dados climatológicos para São Carlos | Dados climatológicos para São Carlos | Dados climatológicos para São Carlos | Dados climatológicos para São Carlos | Dados climatológicos para São Carlos |
| Mês | Jan                                  | Fev                                  | Mar                                  | Abr                                  | Mai                                  | Jun                                  | Jul                                  | Ago                                  | Set                                  | Out                                  | Nov                                  | Dez                                  | Ano                                  |
| --- | ------------------------------------ | ------------------------------------ | ------------------------------------ | ------------------------------------ | ------------------------------------ | ------------------------------------ | ------------------------------------ | ------------------------------------ | ------------------------------------ | ------------------------------------ | ------------------------------------ | ------------------------------------ | ------------------------------------ |
| Temperatura máxima recorde (°C) | 35,7                                 | 35,8                                 | 33,8                                 | 33,3                                 | 30,9                                 | 29,3                                 | 30,8                                 | 33,6                                 | 38,2                                 | 38,7                                 | 37,3                                 | 34,4                                 | 38,7                                 |
| Temperatura máxima média (°C) | 28,5                                 | 28,9                                 | 28,3                                 | 27,5                                 | 24,8                                 | 24,4                                 | 24,7                                 | 26,8                                 | 28,2                                 | 28,9                                 | 28,5                                 | 28,6                                 | 27,3                                 |
| Temperatura média compensada (°C) | 22,9                                 | 23,1                                 | 22,4                                 | 21,1                                 | 18,1                                 | 17,3                                 | 17,2                                 | 18,9                                 | 20,8                                 | 22,1                                 | 22,3                                 | 22,7                                 | 20,5                                 |
| Temperatura mínima média (°C) | 19                                   | 19                                   | 18,4                                 | 16,6                                 | 13,6                                 | 12,6                                 | 12,3                                 | 13,5                                 | 15,4                                 | 17,2                                 | 17,6                                 | 18,5                                 | 16,1                                 |
| Temperatura mínima recorde (°C) | 8                                    | 8                                    | 6                                    | 3,9                                  | 0,7                                  | 1                                    | −1                                   | 0                                    | 3                                    | 5,2                                  | 6                                    | 8                                    | −1                                   |
| Precipitação (mm) | 297,2                                | 216,6                                | 174,9                                | 79,3                                 | 59,9                                 | 38,2                                 | 30                                   | 22,5                                 | 65,4                                 | 116,2                                | 158,9                                | 233,2                                | 1 492,3                              |
| Umidade relativa compensada (%) | 80,2                                 | 78,5                                 | 78                                   | 75,9                                 | 76,9                                 | 73,7                                 | 68,6                                 | 62,3                                 | 64,9                                 | 68,3                                 | 71,8                                 | 78,2                                 | 73,1                                 |
| Insolação (h) | 149,9                                | 168,3                                | 195,5                                | 210,8                                | 202                                  | 200,8                                | 217,2                                | 229,6                                | 188,3                                | 192,7                                | 183,1                                | 157,7                                | 2 295,9                              |
| Fonte: INMET (temperatura e precipitação: normal climatológica de 1991-2020; umidade e horas de sol: normal de 1981-2010; recordes de temperatura: 1961-presente) |                                      |                                      |                                      |                                      |                                      |                                      |                                      |                                      |                                      |                                      |                                      |                                      |                                      |